# Nová Ves (Voděrady)
Nová Ves (německy Neudorf) je malá vesnice, část obce Voděrady v okrese Rychnov nad Kněžnou. Nachází se asi 2 km na západ od Voděrad. V roce 2009 zde bylo evidováno 50 adres. V roce 2001 zde trvale žilo 88 obyvatel.
Nová Ves leží v katastrálním území Nová Ves u Voděrad o rozloze 1,32 km2.